# Pajar Bakti
Pajar Bakti is een bestuurslaag in het regentschap Empat Lawang van de provincie Zuid-Sumatra, Indonesië. Pajar Bakti telt 854 inwoners (volkstelling 2010).